# Arthur Tyler
Arthur Walter Tyler (* 26. Juli 1915 in Utica, New York; † 23. August 2008 in Henderson, Nevada) war ein US-amerikanischer Bobfahrer.

## Biografie
Arthur Tyler promovierte in Physik an der University of Michigan und war bei Kodak in Rochester tätig. Mit seinem Arbeitskollegen Ed Seymour wurde er zweimal Nordamerikanischer Meister. Bei den Olympischen Spielen 1956 gewann Tyler im Viererbob-Wettbewerb zusammen mit seinen Anschiebern William Dodge, James Lamy und Thomas Butler die Bronzemedaille. Zusammen mit Butler gewann Tyler bei der Weltmeisterschaft 1957 und 1959 Silber und Bronze im Zweierbob. Im Viererbob wurde er 1959 Weltmeister.
Tyler nahm oft technische Veränderungen an seinen Bobs vor, testete diese im Windkanal und nutzte sein physikalisches Wissen um die Aerodynamik zu verbessern. Nach seinem Engagement bei Kodak gründete Tyler mehrere Firmen in der Elektrobranche und lebte in einem Vorort von Boston, ehe er später auf die Philippinen zog.